# Estación El Descanso
El Descanso es una estación ferroviaria ubicada en el paraje del mismo nombre, en el Partido de San Pedro, Provincia de Buenos Aires, República Argentina.

## Servicios
Hasta 1977 prestaba servicios de pasajeros pero fue desmantelado ese año, actualmente es sólo de cargas. Sus vías corresponden al Ramal CC del Ferrocarril General Belgrano. Sus vías e instalaciones están concesionadas a la empresa Trenes Argentinos Cargas.